# 佩克尼卡尼山
18°58′12″S 68°53′25″W / 18.97000°S 68.89028°W
佩克尼卡尼山（P'iq'iñ Q'ara），是玻利維亞的山峰，位於該國西部奧魯羅省的薩瓦亞省，處於基姆薩查塔山西南面，毗鄰與智利接壤的邊境，屬於安第斯山脈中玻利維亞西部山脈的一部分，海拔高度4,763米。